# Scotia, New York
Scotia är en ort i Schenectady County, delstaten New York, USA.